# كارلا كامبل
كارلا كامبل (بالإنجليزية: Carla Campbell)‏ هي عارضة جامايكية، ولدت في 1981 في جامايكا.

## روابط خارجية
- كارلا كامبل على موقع دليل عارضات الأزياء (الإنجليزية)